# Greasemonkey
Greasemonkey（グリースモンキー）は、Mozilla FirefoxおよびSongbird用の拡張機能。後述のユーザースクリプト形式に従ったJavaScriptを組み合わせて、ウェブページ閲覧時に実行することができる。
Google Chromeはバージョン4以降、数千種類以上のグリースモンキー用ユーザースクリプトをネイティブでサポートしている。Windows版ではバージョン35以降、macOS版ではバージョン44以降、インストールしたユーザースクリプトを有効化することができなくなった。

## Greasemonkeyユーザースクリプトの詳細
まずユーザースクリプトはその名称や実行許可などで構成されるメタ情報を埋め込んだコメント文で始まる。また、ユーザースクリプトのファイル名は「.user.js」で終わる。
人気のスクリプトには次のようなものがある。
Greased Lightbox
画像へのリンクをクリックした時に画面遷移する事なく、現在のページに画像をフローティング表示し、次や前の画像への遷移などを可能にする。
Auto Save Forms
フォームに入力したテキストをクッキーに保存し、いつでも復元可能とする。